# 第三世达赖喇嘛
第三世达赖喇嘛（1543年—1588年），法名索南嘉措，《明史》稱為鎖南堅措，西藏堆龙（今堆龙德庆）人。
他为藏族贵族出身。生于拉萨西郊堆龙地方玛氏家族，琼杰宗本南杰扎巴之子。明朝嘉靖二十五年（1546年）四岁的他被迎至哲蚌寺内，成为达赖二世根敦嘉措的转世。自此藏传佛教格鲁派实行活佛转世制度正式开始。跟随塔布索南扎巴受近事戒，得名索南嘉措。二十八年（1549年），七岁出家，跟随索南札巴受沙弥戒，三十二年（1553年），十一岁正式继任哲蚌寺第12任法台。次年，主持祈愿大会，为弟子讲《佛本生经》。三十七年（1558年），兼任色拉寺住持。四十三年（1564年），由格勒巴桑为亲教师，格敦丹巴达吉为羯摩师，他受比丘戒。之后云游各地，收徒传法。
万历五年（1577年），应蒙古土默特部领袖俺答汗之邀赴青海。次年（1578年），在青海湖东部的仰华寺会见俺答汗，向其宣传格鲁派教义，于是蒙古族放弃了对萨满教的信仰，改信佛教，俺答汗尊之以“圣识一切瓦齐尔达喇达赖喇嘛”的名号。这样达赖喇嘛成为西藏佛教领袖的尊号。转世制度建立后，他追认根敦嘉措为达赖二世，根敦朱巴为达赖一世，而自己则为达赖三世。他又規勸蒙古人廢除夫死妻殉和為死者宰殺駝馬祭祀的風俗，為俺答汗贈尊號咱克喇瓦爾第徹辰汗。同年，赴蒙古，路至甘州（今甘肃张掖），向明朝进贡马匹，并致书张居正，请求允准他定期进贡，以表效忠于明。七年（1579年），派代表隨俺答汗到蒙古講經說法。八年（1580年）返回拉萨。此后，声望日隆。前往康區理塘、芒康、昌都等地傳法收徒，倡議建立理塘寺和塔爾寺。十一年（1583年）到塔爾寺講經。十二年（1584年），到內蒙古為俺答汗逝世誦經祈禱，弘揚格魯派，在歸化城建立席勒圖召寺。十六年（1588年）应明神宗邀赴北京。三月廿六，进京途中逝于内蒙古卡欧吐密。
達賴三世自幼接受寧瑪派教育，在成為格魯派領袖之後，將寧瑪派傳承、教義與修行方式引進格魯派中。